# 中国实验快堆
中国实验快堆（英語：China Experimental Fast Reactor，缩写：CEFR）位于中華人民共和國北京市郊外房山区的中国原子能科学研究院，為中国第一个快中子增殖反应堆（简称“快堆”）。反应堆的设计热功率65兆瓦，电功率20兆瓦，采用钠-钠-水三回路冷却剂，一回路为一体化游泳池式结构。具有30年的设计寿命，目标燃耗为100兆瓦/公斤。该项目为“863”计划的一个重大项目，总投资24.97亿元。事故余热排出系统采用直接冷却主容器内钠的非能动系统。燃料组件为PuO2-UO2 

## 历史
- 1992年5月获国务院批准立项。[4]
- 2000年5月开工建设。
- 2010年7月第一次实现核临界。[5]
- 2011年7月21日开始发电，实现40%功率并入电网发电24小时[6][7]，
- 2012年10月31日，新华社宣布中国实验快堆通过科技部验收[8][9][10][9][10]。
- 2014年12月30日满功率试运行144小时后停堆。
- 2015年10月10日，再次实现并网发电，并以3800KW的电功率汇入了华北电网。[11]
- 2016年5月，完成首次堆容器钠液位计更换。[12]

## 特点
中国实验快堆属于钠冷快中子反应堆（SFR）是一种快中子增殖反应堆，是第四代反應堆的技术。

## 故障事件
日本原子能研究开发机构 (JAEA)曾經发布报告称中国实验快中子增殖反应堆在2011年11月曾经发生事故并停止运行，但是中国原子能科学研究院否认了此一说法。